# Lindingeria aberemoae
Lindingeria aberemoae är en insektsart som först beskrevs av Karl Hermann Leonhard Lindinger 1910.  Lindingeria aberemoae ingår i släktet Lindingeria och familjen pansarsköldlöss. Inga underarter finns listade i Catalogue of Life.